# الدوري الأسترالي لكرة القدم 2018–19
الدوري الأسترالي لكرة القدم 2018–19 هو الموسم 14 من الدوري الأسترالي لكرة القدم. أقيم خلال الفترة 19 أكتوبر 2018 وحتى 20 مايو 2019، وأشرف على تنظيمه اتحاد أستراليا لكرة القدم، وكان عدد الأندية المشاركة فيه 10، وفاز فيه سيدني إف سي.